# Bolax boliviensis
Bolax boliviensis är en skalbaggsart som beskrevs av Friedrich Ohaus 1898. Bolax boliviensis ingår i släktet Bolax och familjen Rutelidae. Inga underarter finns listade.